# HD 65685
HD 65685，又名CD-45 3611，SAO 219218、HR 3121，是一颗恒星，视星等为5.17，位于銀經260.23，銀緯-8.49，其B1900.0坐标为赤經7h 54m 43.1s，赤緯-45° -8.49′ 28″。